# Ambrose (LV-87)
Pour les articles homonymes, voir Ambrose.
L'Ambrose (LV-87/WAL-512)  est un bateau-phare en acier riveté construit en 1907 et a servi à la station d'Ambrose Channel (en) du 1er décembre 1908 jusqu'en 1932, et dans d'autres postes jusqu'à sa mise hors service en 1966. Il est l'un des rares bateaux-phares américains conservés et sert maintenant de navire-musée au South Street Seaport Museum, dans le sud de Manhattan, à New York.

## Historique
En 1921, la première balise radio aux États-Unis a été installée dans la cabane radio du navire. Cet ajout a grandement aidé les navires à naviguer dans le chenal Ambrose encombré dans un brouillard dense. Le LV-87 serait également le dernier navire à vapeur à tenir le poste d'Ambrose Channel.
Après la fin de son affectation à l'Ambrose Channel en 1932, le LV-87 a subi une importante remise en état, passant surtout de la propulsion à vapeur à un moteur diesel Winton à entraînement direct, ainsi que le retrait de son ancre sur sa proue et une réorganisation de son structures de pont. Par la suite, le navire a été affecté à divers postes, notamment celui d'être utilisé comme navire d'examen pendant la Seconde Guerre mondiale. Bien que son dernier poste ait été à la Scotland Station, il est communément connu sous le nom de sa station la plus célèbre, Ambrose.

## Préservation
Le LV-87 a été désarmé le 4 mars 1966 de l'United States Coast Guard après 59 ans de service. En 1968, il a été donné au South Street Seaport Museum de New York  dans South Street Seaport (Manhattan). Actuellement, il est amarré au quai 16 sur l'East River et est utilisé comme exposition flottante.
Il a été classé au registre national des lieux historiques le 7 septembre 1984 et nommé National Historic Landmark le 11 avril 1989.

## Galerie

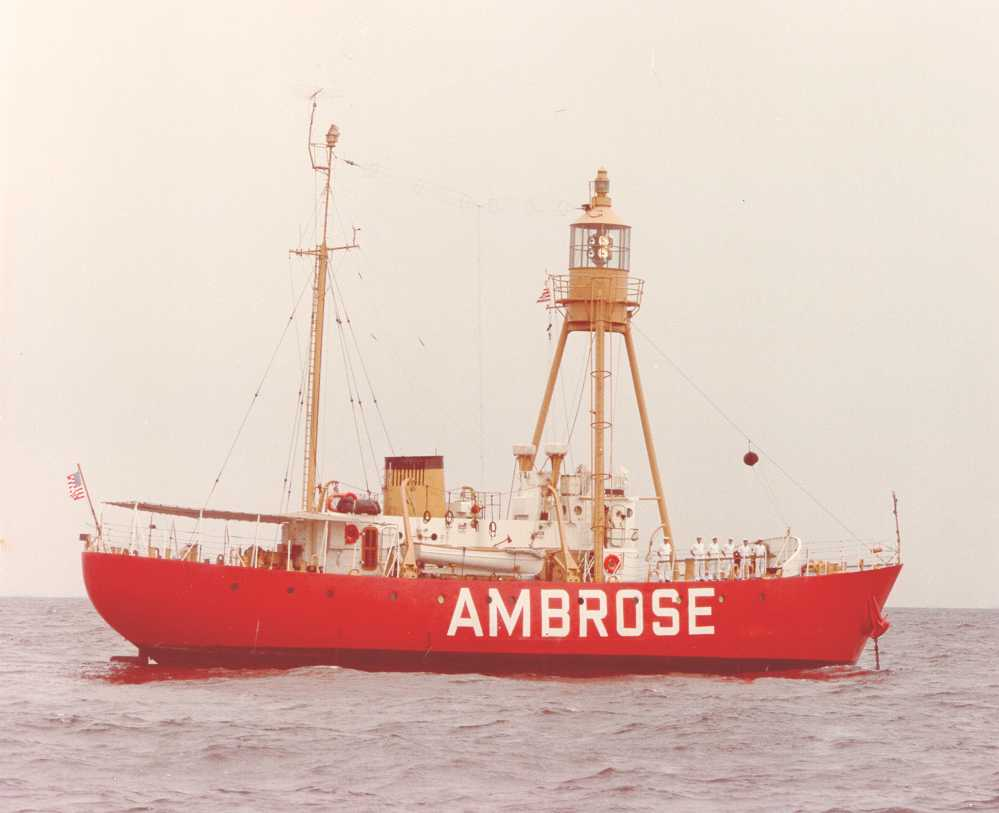
Ambrose en mer
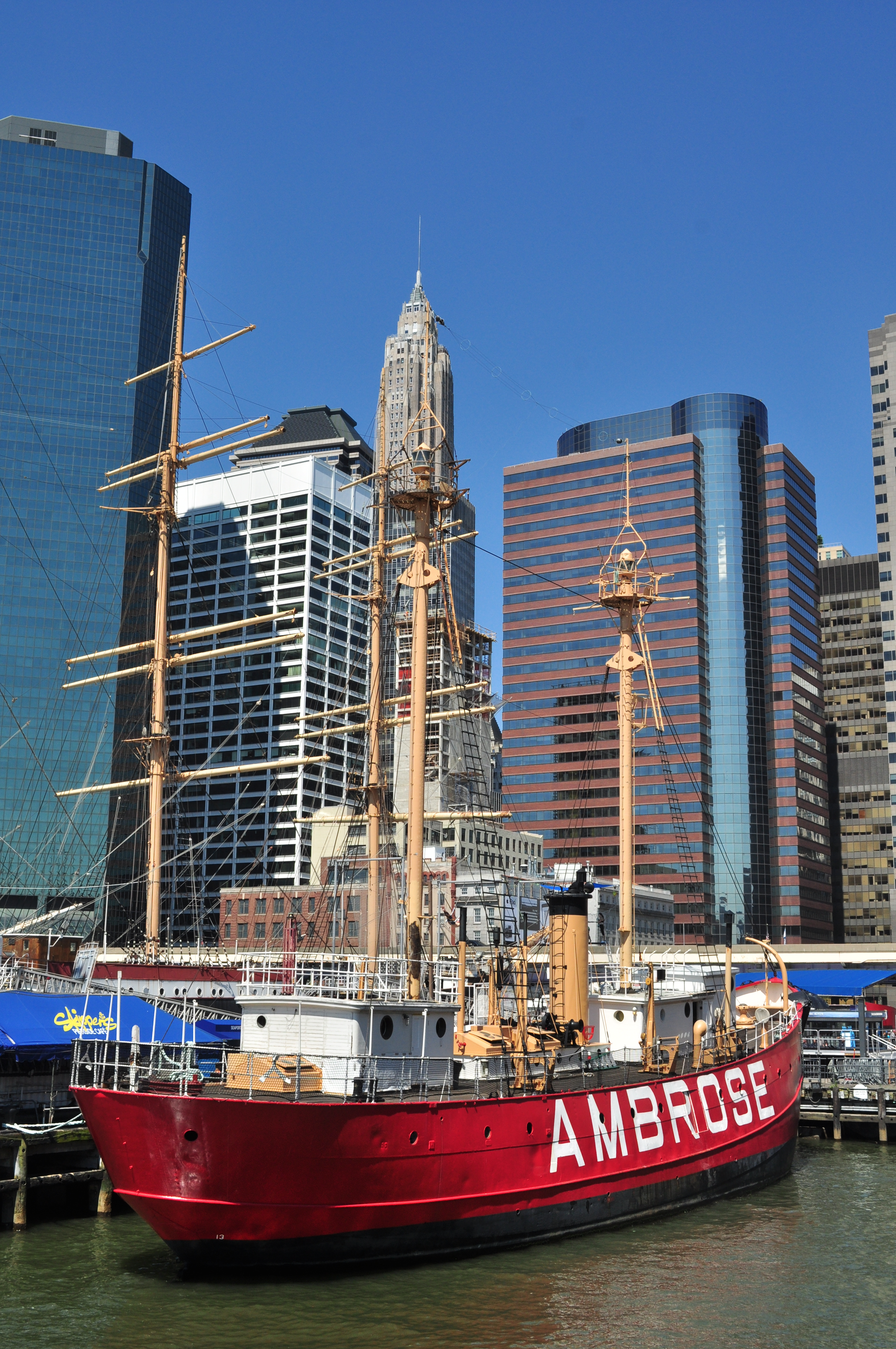
Ambrose à South Street Seaport